# Новоград-Волинський краєзнавчий музей

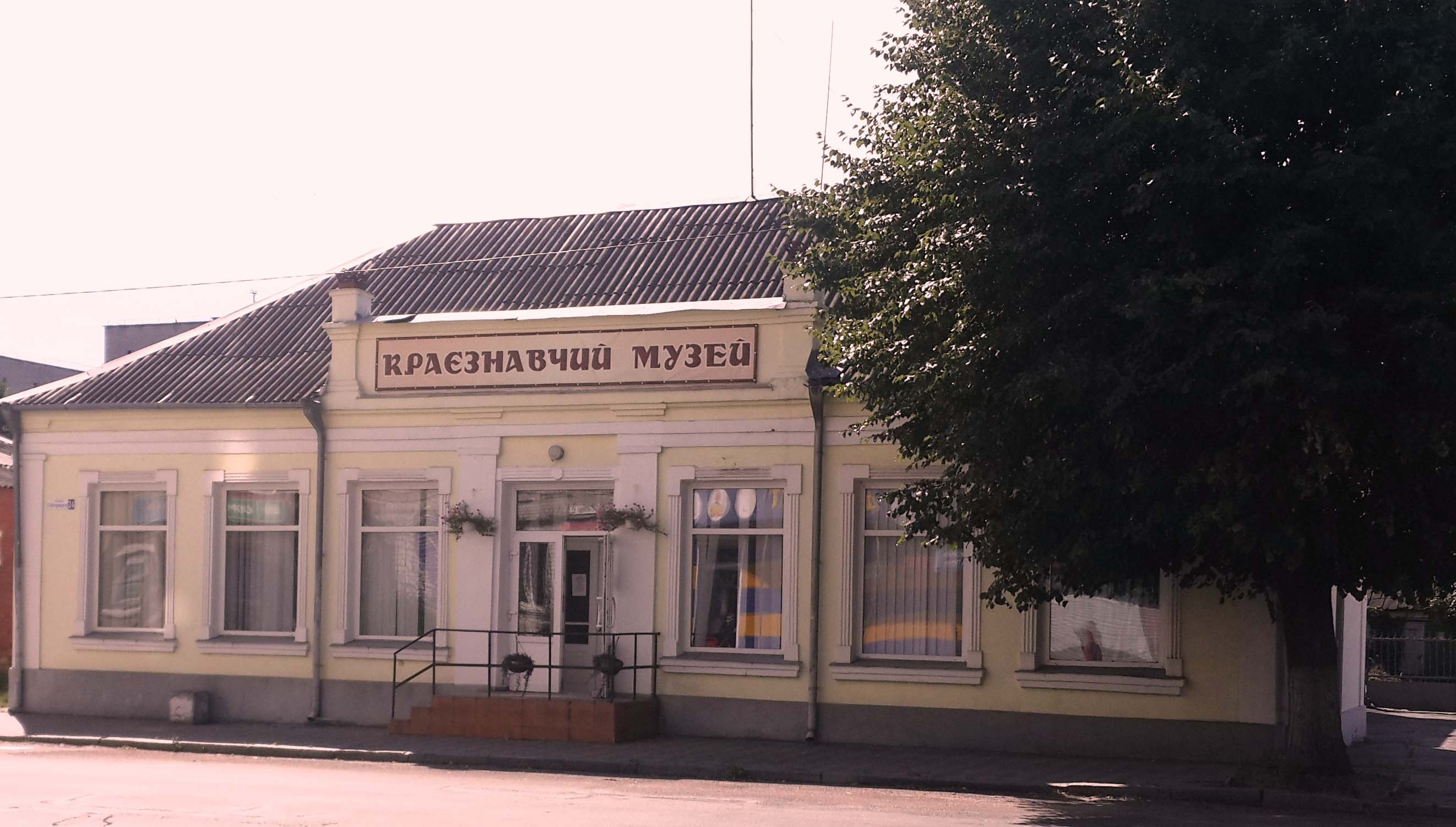
Звягельський краєзнавчий музей

Краєзнавчий музей є однією з візитівок міста. 30 листопада 2005 р. депутати Новоград-Волинської міської ради ухвалили рішення про створення у місті краєзнавчого музею. У 2006 році Новоград-Волинський краєзнавчий музей розпочав свою роботу на базі народного музею бойової слави у приміщенні міського Палацу культури ім. Лесі Українки (експозиція музею була розміщена у двох залах). Рішенням виконавчого комітету Новоград-Волинської міської ради від 11 жовтня 2018 р. під краєзнавчий музей було передано окреме приміщення за адресою Соборності, 24. Наразі нова експозиція музею перебуває на етапі створення та формування. Фонди музею налічують 3 428 експонатів. Основними завданнями музею є культурно-освітня, науково-дослідницька діяльність, комплектування музейних зібрань, експозиційна, фондова, виставкова, реставраційна робота.

## Опис
У музеї представлені розділи: геологія, археологія, медієвістичний період (середньовіччя), період Другої Світової війни, етнографія.
Окремий розділ розповідає про історію древнього Возвягля, який представлений архівними документами. Новоград-Волинський вперше як Возвягель, згадується в Іпатіївському літописі в 1257 році як місто Болохівської землі Галицько-Волинського князівства у зв'язку із захопленням та руйнуванням його князем Данилом Галицьким. Завдяки археологічним розкопкам двох стародавніх городищ, що лежать на правому березі річки Случ, було встановлено, що це місце, яке і згадується в літописі. В первинному вигляді збереглися топографія та потужні оборонні укріплення середини ХІІІ ст.. Обидва городища загинули в середині XIII ст., у житлових приміщеннях були знайденні кістяки із слідами насильницької смерті. На це місце мешканці спаленого городища більше не повернулися. Як не дивно, цей факт є сприятливим для подальших археологічних досліджень, адже на території України дуже мало пам'яток не зіпсованих антропогенними впливами. Існують підстави вважати, що стародавній Возвягль має більш як тисячолітню історію, так як під час розкопок на території посаду археологічного комплексу знайдено матеріали Білогрудівської культури, які датуються кін ІІ — поч. І тис. до н. е. (зокрема, глиняна посудина Білогрудівської культури — період «бронза-раннє залізо» кінця ІІ — початку І тис. до н. е.) та матеріали Древлянського періоду (окраса музею — комплекс жіночих прикрас знатної городянки, який датується поч. Х ст.). В 2017 році на базі краєзнавчого музею була проведена Міжнародна наукова археологічно-краєзнавча конференція «Возвягль-Звягель-Новоград-Волинський у часовому зрізі тисячоліть», яка була присвячена 760-річчю першої літописної згадки про м. Новоград-Волинський наше місто на 300 років старіше. Городище Літописного Возвягля є національною пам'яткою України. В різні роки розкопки проводили представники НАН України України: кандидат історичних наук Звіздецький Б. А. (1988 рік), Петраускас А. В. (2007—2008 р.р.).

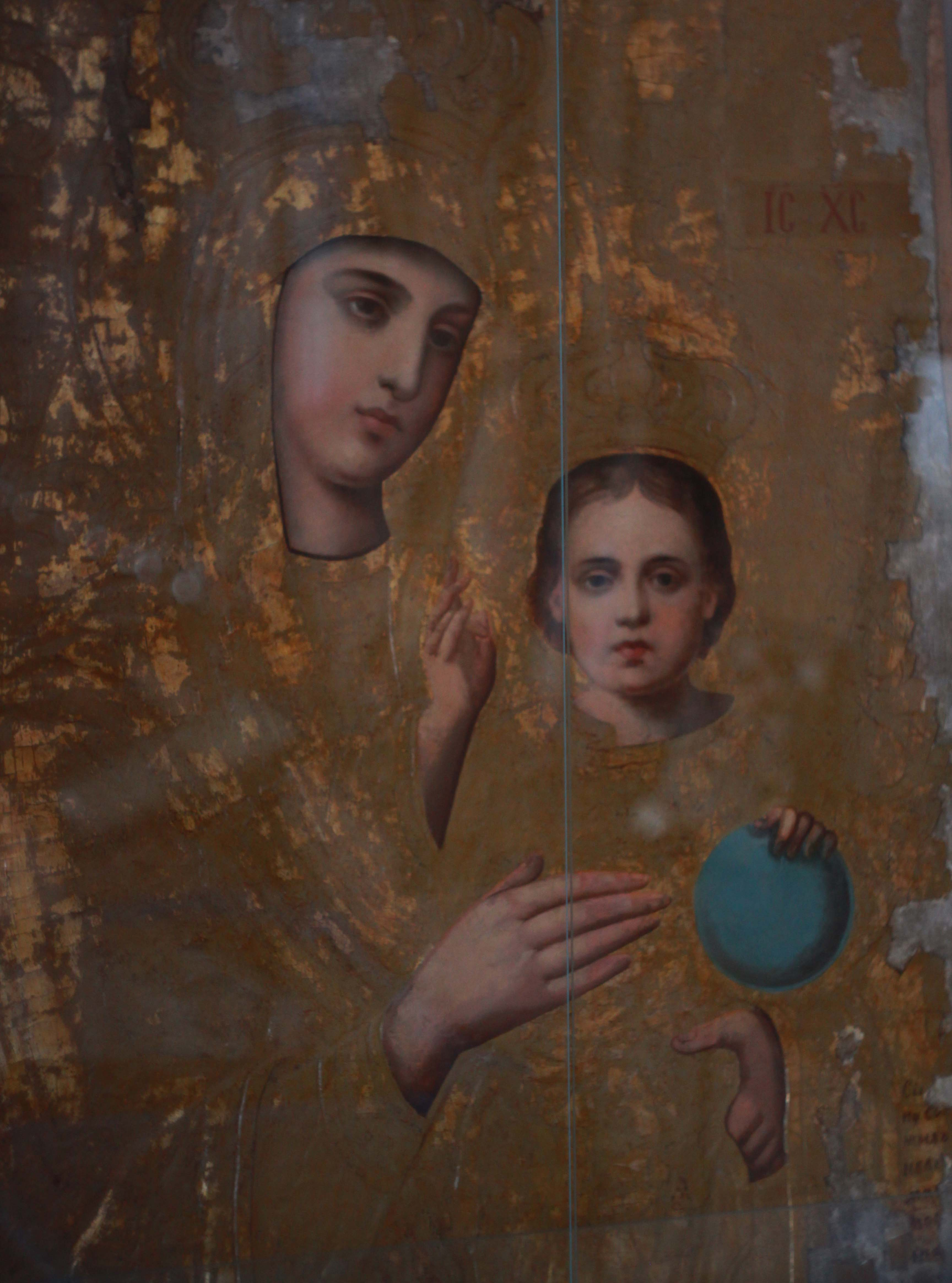
Київська школа іконопису кін. XVIII-поч. ХІХ ст.

Основу нумізматичної колекції склали римські монети, монети царського періоду, гроші доби козаччини та періоду німецької окупації.
Скарбницею неповторних зразків матеріальної та духовної культури Поліського краю є зібрання етнографічного відділу: рушники, вишиті сорочки, одяг, предмети домашнього вжитку, гончарні вироби. Зразки декоративно-ужиткового мистецтва донині зберігають тепло людських рук і хатній дух, створюючи в експозиції музею своєрідний світ народної культури.
Цікавим експонатом і одночасно оберегом музею є відреставрована старовинна ікона (кін. XVIII-поч. ХІХ ст.) Київської школи іконопису.
Розділ радянсько-німецької війни 1941—1945 рр. містить документальні матеріали та експонати періоду нацистської окупації, розповідає про земляків — Героїв Радянського Союзу, відомих воєначальників, імена яких пов'язані з місцевим військовим гарнізоном.
Окремим розділом представлено будівництво Новоград-Волинського укріпрайону № 7, який простягався на 120 км і був споруджений в 30-х роках ХХ ст. У 2014 році розпочалась робота щодо музеєфікації бронековпака та напівкапоніра. Це унікальні об'єкти фортифікаційної спадщини першої половини ХХ ст., на основі яких планується створення філії музею під відкритим небом.
Артилерійський напівкапонір (АНК) № 306 Новоград-Волинського укріпленого району. Об'єкт є культурною спадщиною та філією краєзнавчого музею. Знаходиться на східному березі річки Случ на виїзді з м. Новоград-Волинський. Є перспективним з огляду на зручне та близьке розміщення відносно до міжнародної автомагістралі Київ-Чоп. Сама споруда знаходиться в доступному для огляду та зручному місці для паркування і подальшого розвитку необхідної туристичної інфраструктури.
Артилерійський напікапонір № 306 — це бетонована споруда бойового призначення, один з небагатьох уцілілих під час війни об'єктів укріпрайону. Він придставляє собою типовий проект захисту М-І, без сховища для особового складу, обладнаний перекритим вхідним блоком. Був замаскований під житлове приміщення. Об'єкт автентичний. Напівкапонір мав на озброєнні дві 76 мм казематні гармати зразка 1902 року. В липні 1941  року напівкапонір брав участь в бойових діях, про це свідчать чисельні сліди обстрілу амбразурної стіни. Споруда не має слідів внутрішнього ушкодження  та підриву. Земляна обсипка фронтальної стінки відсутня. Внутрішні приміщення споруди планується обладнати експозицією, яка відображає історію оборони міста у 1941 році та бойового шляху 5-ї армії.
Експозиція «Чорнобиль — біль і печаль» демонструє самовідданість звягельчан в боротьбі з невидимим ворогом — радіацією.

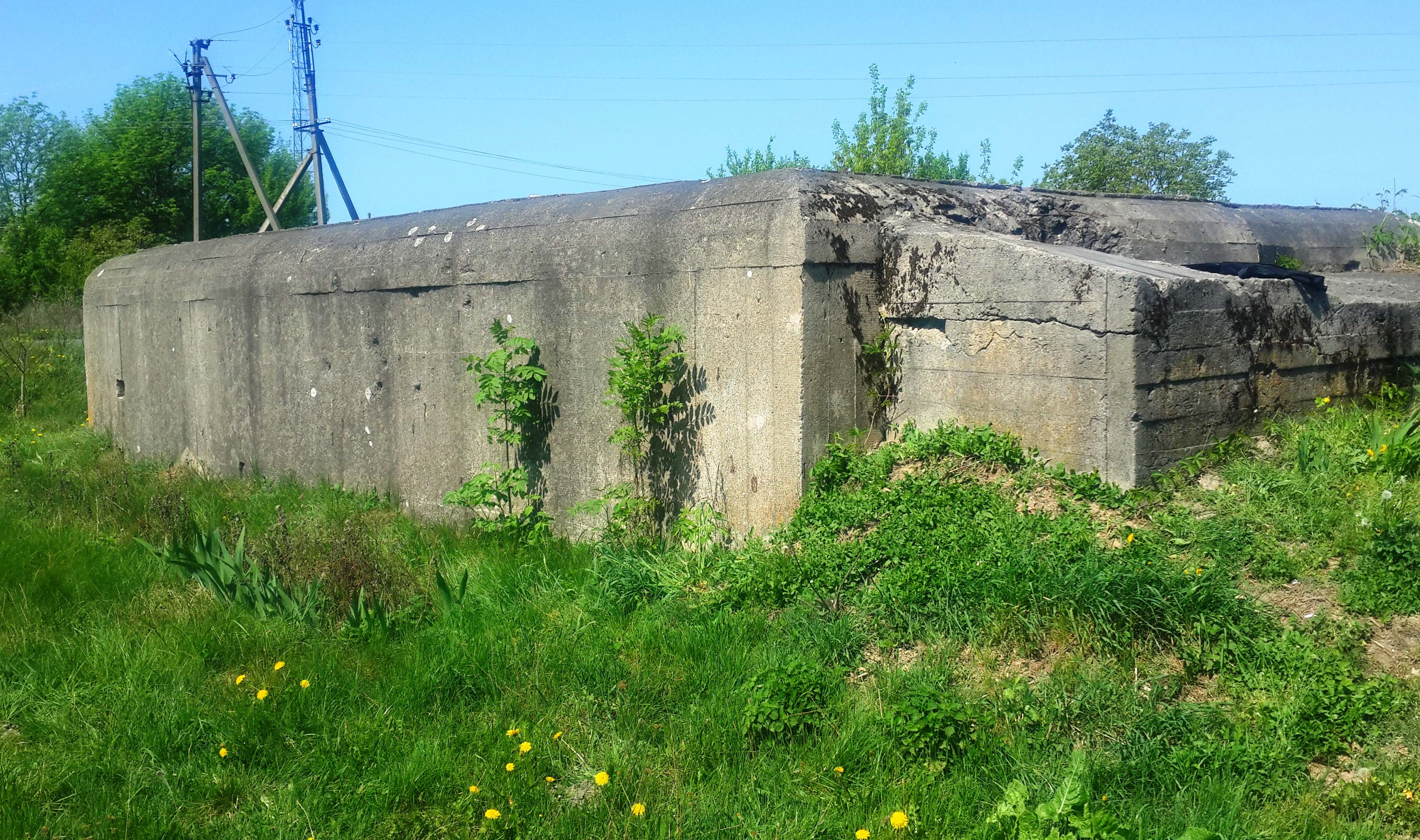
Новоград-Волинський гарматний напівкапонір

«Книга Пам'яті» та вітрина «Життя за Україну» висвітлюють трагічні події на сході нашої держави, та увічнюють пам'ять про загиблих бійців АТО.
При краєзнавчому музеї працює Музей льону — це виставка виробів із льону ХІХ –XX століття. Тут можна дізнатися все про льон від насінини до верстату, розвиток льонарства, виготовлення тканин та про знаряддя праці наших предків.
17 грудня 2019 року було здійснене пограбування музею — викрадено цінні монети та стародавні знаряддя праці.